# Sehetepkare Intef
Sehetepkare Intef (còn được biết đến là Intef IV hoặc Intef V) là vị vua thứ 23 thuộc vương triều thứ 13 trong thời kỳ Chuyển tiếp thứ Hai của Ai Cập. Sehetepkare Intef đã cai trị từ Memphis trong một giai đoạn ngắn, chắc chắn phải ít hơn 10 năm, trong khoảng từ năm 1759 TCN và 1749 BC TCN hoặc khoảng năm 1710 TCN.

## Chứng thực
Sehetepkare Intef được chứng thực trong cuộn giấy cói Turin, mục 7.22 (Ryholt) hoặc 6.22 (Alan Gardiner, Jürgen von Beckerath). Cuộn giấy cói Turin đặt Sehetepkare Intef giữa Imyremeshaw và Seth Meribre. Intef còn được chứng thực trong bản danh sách vua Karnak. Ngoài những văn kiện này, Sehetepkare Intef được chứng thực bởi nửa phía dưới của một bức tượng ngồi đến từ khu phức hợp đền thờ của nữ thần Renenutet tại Medinet Madi ở Faiyum. Bức tượng trên,JE 67834, ngày nay nằm tại Bảo tàng Ai Cập, Cairo.

## Vị trí trong biên niên sử và độ dài triều đại
Vị trí chính xác trong biên niên sử của Sehetepkare Intef trong vương triều thứ 13 chưa được biết chính xác for certain do những sự không rõ ràng ảnh hưởng tới các vị vua đầu tiên của vương triều này. Darrell Baker đặt ông như là vị vua thứ 23 của vương triều này, theo Kim Ryholt là vị vua thứ 24 còn Jürgen von Beckerath coi là vị vua thứ 19. Hơn nữa, Ryholt tin rằng Sehetepkare Intef là vị vua thứ 5 mang tên này, khiến ông là Intef V, trong khi Aidan Dodson, von Beckerath và Darrell Baker khẳng định rằng ông là Intef IV.
Độ dài triều đại của ông đã bị mất trong một khoảng rách của cuộn giấy cói này và không thể được khôi phục lại, ngoại trừ phần cuối của dòng chữ mà đọc là"...[và] 3 ngày". Kim Ryholt đưa ra con số 10 năm đối với tổng thời gian của cả ba triều đại Imyremeshaw, Sehetepkare Intef và Seth Meribre. Một mảnh chứng cứ khác liên quan đến triều đại của Intef được tìm thấy trong cuộn giấy cói Boulaq 18 của vương triều thứ 13, nó ghi lại các thành viên của một gia đình hoàng tộc bao gồm mười người em gái của đức vua, một số lượng không rõ ràng những người anh em của đức vua, ba người con gái của đức vua, một người con trai tên là Redienef và một nữ hoàng tên là Aya. Mặc dù tên của đức vua đã bị mất trong một khoảng rách, phân tích của Ryholt đối với cuộn giấy này chỉ cho thấy Imyremeshaw và Sehetepkare Intef là các khả năng có thể xảy ra. Đây là điều quan trọng bởi vì cuộn giấy cói này ghi lại một niên đại năm thứ 3 và một năm thứ 5 dành cho vị vua này. Ngoài ra, một niên đại "năm trị vì thứ 5, tháng thứ ba của Shemu, ngày thứ 18" được biết đến từ một phức hợp kim tự tháp chưa hoàn thành nằm lân cận với kim tự tháp của Khendjer, mà do đó có thể được xây dựng bởi cùng một vị vua, một người kế vị gần với Khendjer, có lẽ là Intef.
Hoàn cảnh chính xác cho sự kết thúc của triều đại Intef chưa được biết đến nhưng có một sự thật rằng người kế vị của ông là Seth Meribre đã không sử dụng tên nome dòng dõi để chỉ ra cho thấy nguồn gốc không thuộc hoàng gia. Do đó, Ryholt đề xuất rằng Seth Meribre đã cướp ngôi.